# Jay Williams
Jason David Williams  (Plainfield, New Jersey, 10. rujna 1981.) umirovljeni je američki profesionalni košarkaš. Igrao je na poziciji razigravača, a posljednji klub za koji je nastupao bila je momčad NBA D-League Austin Toros. Izabran je u 1. krugu (2. ukupno) NBA drafta 2002. od strane Chicago Bullsa. Iako je njegovo pravo ime Jason, pri dolasku u NBA ligu 2002. dobio je nadimak Jay, a mnogi bližnji ga i danas tako zovu. Zbog prometne nesreće koju je doživio na svom motociklu, teško je ozlijedio nogu i prekinuo svoju karijeru. Profesionalnoj košarci se pokušao vratiti 2006., ali se zauvijek umirovio nakon što je zbog ozljede otpušten iz Austin Torosa.

## Sveučilište
Na sveučilištu Duke kao igrač prve godine izabran je za ACC novaka godine i freshmana godine. U prosjeku je postizao 14.5 poena, 4.2 skoka i 6.5 asistencija, a uz to ga je Basketball Times izabrao u Freshman All-American prvu petorku. Na drugoj godinio odveo je Duke do naslova NCAA prvaka i dobio nagradu za NABC igrača godine. S 841 poenom u jednoj sezoni srušio je rekord Dicka Groata star 49 godina. Postavio je brojne rekorde tijekom NCAA turnira; u pogođenim tricama, šutu za dva. S prosječnih 21.6 poena, Williams je postao prvim igračem nakon Dannyja Ferrya (1989.)  koji je ACC konferenciju kao najbolji strijelac, a sa 6.1 asistencijom bio je drugi asistent lige. Na sveučilištu je proveo tri godine, a 2002. diplomirao sociologiju. Sveučilište je napustio kao šesti strijelac svih vremena (2,079 poena), a kasnije je umirovljen njegov dres s brojem 22. 

## NBA

### Rookie sezona (2002./03.)
Izabran je kao drugi izbor NBA drafta 2002. od strane Chicago Bullsa. Biran je odmah prvog izbora Houston Rocketsa, Kineza Yao Minga. Kao rookie bio je član startne petorke Bullsa, a 10. studenog 2002. protiv New Jersey Netsa zabilježio je triple-double učinak - 26 poena, 14 skokova i 13 asistencija. U svojoj prvoj, ujedno i jedinoj, NBA sezoni u prosjeku je bilježio 9.5 poena, 4.7 asistencija, 2.6 skokova i 1.15 ukradenih lopti po susretu. Izabran je na All-Star utakmicu novaka i sophomorea, a na kraju sezone izabran je u All-Rookie drugu petroku.  

### Motociklistička nesreća
19. lipnja 2003. doživio je tešku prometnu nesreću kada se novom Yamahom YZF-R zabio u stup na uglu Fletchera i Honorea u Chicagu. Nije nosio kacigu i nije imao dozvolu za vožnju motocikla. Ozljeda je bila teže prirode, jer je slomio zdjelicu, potrgao tri ligamenta, uključujući i ACL. Zbog toga je morao proći nekoliko operacija i fizičku terapiju. Bullsi nisu htjeli u potpunosti isplatiti njegov trogodišnji ugovor (ugovorom je zabranjena vožnja motociklima), ali su mu ponudili otpremninu u iznosu od 3 milijuna dolara, na koju je on pristao.

### Povratak košarci (2006.)
Tijekom ljeta 2006., Williams je svojim oporavkom impresionirao mnoge skaute. 29. rujna 2006. potpisao je ugovor s New Jersey Netsima. Ugovor nije garantiran te se se za mjesto na rosteru Williams morao izboriti u trening kampu. Međutim, 22. listopada 2006. otpušten je iz kluba. Pokušao se preko momčadi iz D-League Austin Torosa vratiti u NBA, ali je 30. prosinca 2006. otpušten iz kluba. 
Tada je izjavio da nema daljnjih planova što se tiče njegove košarkaške karijere. Danas je zaposlen kao ESPN-ov analitičar za televizijske prijenose sveučilišne košarke.

## NBA statistika

### Regularni dio
| Godina    | Klub    | Odig. uta. | Uta. poč. | Min. | 2P%  | 3P%  | Sl. bac.% | Skok. | Asist. | Ukr. lop. | Blok. | Poena |
| --------- | ------- | ---------- | --------- | ---- | ---- | ---- | --------- | ----- | ------ | --------- | ----- | ----- |
| 2002./03. | Chicago | 75         | 54        | 26.1 | .399 | .322 | .640      | 2.6   | 4.7    | 1.2       | 0.2   | 9.5   |
| Ukupno    |         | 75         | 54        | 26.1 | .399 | .322 | .640      | 2.6   | 4.7    | 1.2       | 0.2   | 9.5   |

## Vanjske poveznice
- Profil na NBA.com